# NCAA Division I 2004 (pallavolo maschile)
La NCAA Division I 2004 si è svolta dal 6 all'8 maggio 2004: al torneo hanno partecipato 4 squadre di pallavolo universitarie e la vittoria finale è andata per la terza volta alla Brigham Young.

## Squadre partecipanti
- 01)  Brigham Young
- 02)  CSU Long Beach
- 03)  Penn State
- 04)  Lewis

## Final Four
|  | Semifinali 6 maggio | Semifinali 6 maggio | Semifinali 6 maggio |                |   | Finale 8 maggio | Finale 8 maggio | Finale 8 maggio |  |
|  |                     |                     |                     |                |   |                 |                 |                 |  |
|  | 1                   | Brigham Young       | 3                   |                |   |                 |                 |                 |  |
|  | 1                   | Brigham Young       | 3                   |                |   |                 |                 |                 |  |
|  | 4                   | Lewis               | 0                   |                |   |                 |                 |                 |  |
|  | 4                   | Lewis               | 0                   |                | 1 | Brigham Young   | 3               |                 |  |
|  |                     |                     |                     |                | 1 | Brigham Young   | 3               |                 |  |
|  |                     |                     | 2                   | CSU Long Beach | 2 |                 |                 |                 |  |
|  | 2                   | CSU Long Beach      | 2                   | CSU Long Beach | 2 | 3               |                 |                 |  |
|  | 2                   | CSU Long Beach      |                     |                |   |                 |                 |                 |  |
|  | 3                   | Penn State          | 0                   |                |   |                 |                 |                 |  |

### Semifinali
| 6 maggio Stan Sheriff Center, Honolulu | Brigham Young  | 3 - 0 | Lewis      | 30-21, 30-28, 30-21 |
| 6 maggio Stan Sheriff Center, Honolulu | CSU Long Beach | 0 - 3 | Penn State | 30-26, 30-26, 30-26 |

### Finale
| 8 maggio Stan Sheriff Center, Honolulu | Brigham Young | 3 - 2 | CSU Long Beach | 15-30, 30-18, 20-30, 32-30, 19-17 |

## Premi individuali
Al termine della finale viene assegnato il premio di Most Outstanding Player al miglior giocatore della finale e vengono eletti i sei giocatori che fanno parte dell'All-Tournament Team.
| Premio                  | Giocatore        | Squadra        |
| ----------------------- | ---------------- | -------------- |
| Most Outstanding Player | Carlos Moreno    | Brigham Young  |
| All-Tournament Team     | Fernando Pessoa  | Brigham Young  |
| All-Tournament Team     | Scott Touzinsky  | CSU Long Beach |
| All-Tournament Team     | Duncan Budinger  | CSU Long Beach |
| All-Tournament Team     | Tyler Hildebrand | CSU Long Beach |
| All-Tournament Team     | Keith Kowal      | Penn State     |
| All-Tournament Team     | Jeff Soler       | Lewis          |